# مايك إلكنز
مايك إلكنز (بالإنجليزية: Mike Elkins)‏ هو لاعب كرة قدم أمريكية أمريكي، ولد في 20 يوليو 1966 في غرينزبورو في الولايات المتحدة.

## وصلات خارجية
- مايك إلكنز على موقع مرجع كرة القدم المحترفة.كوم (الإنجليزية)